# Hydrotaea lalashanensis
Hydrotaea lalashanensis este o specie de muște din genul Hydrotaea, familia Muscidae, descrisă de Shinonaga în anul 2006.
Este endemică în Taiwan. Conform Catalogue of Life specia Hydrotaea lalashanensis nu are subspecii cunoscute.